# Суханбаєвський сільський округ
Суханба́євський сільський округ (каз. Суханбаев ауылдық округі, рос. Суханбаевский сельский округ) — адміністративна одиниця у складі Байзацького району Жамбильської області Казахстану. Адміністративний центр — село Жакаш.
Населення — 2434 особи (2021; 2064 у 2009, 2462 у 1999, 2385 у 1989).
Станом на 1989 рік існувала Карасуська сільська рада (села Карасу, Кокузек, Фрунзе). 1997 року було ліквідовано Карасуський сільський округ, територія увійшла до складу Туймекентського сільського округу. 2001 року утворено Суханбаєвський округ.

## Склад
До складу округу входять такі населені пункти:
| Населений пункт  | Старі назви | Населення, осіб (1989) | Населення, осіб (1999) | Населення, осіб (2009) | Населення, осіб (2021) |
| ---------------- | ----------- | ---------------------- | ---------------------- | ---------------------- | ---------------------- |
| Жакаш, село      | Фрунзе      | 1052                   | 1005                   | 640                    | 1052                   |
| Коси-батир, село | Карасу      | 591                    | 618                    | 650                    | 683                    |
| Кокозек, село    | Кокузек     | 742                    | 839                    | 774                    | 699                    |